# Alberto García Cabrera
Alberto García Cabrera, dit Alberto García, né le 9 février 1985 à Barcelone en Espagne, est un footballeur espagnol évoluant au poste de gardien de but au Rayo Vallecano.

## Biographie
Alberto García se forme dans la banlieue barcelonaise, en passant dans différents clubs. Il commence au CE Europa (club de troisième division espagnole) en 2003 et y va rester la saison. Puis, pour la saison 2004/05, il signe à l'UE Cornellà, mais voyant qu'il ne joue pas de match, il signe la même saison au CF Rayo Majadohonda en deuxième division espagnole. Il va ensuite évoluer sous les couleurs de l'UE Sant Andreu, puis en faveur du Villarreal CF "B". Durant la saison 2007/08, il signe avec le Real Murcia CF "B" et la saison d'après il débute en première division avec le Real Murcia CF.
En 2009, il signe au Cordoba CF et il y reste 4 ans. Durant ces 4 ans, il marque malheureusement un but contre son camp. Lors de la saison 2011/12, il va être titulaire de l'équipe andalouse et va même disputer les matchs pour la montée en première division espagnole. Le 18 juin 2013, il résilie son contrat avec Cordoba et signe au Real Sporting de Gijon.
Au début de sa deuxième saison avec les rouges et banc, en 2014/15, il est élu par ses coéquipiers, capitaine de l'équipe. Il va de plus monter avec son club en première division espagnole, après une victoire obtenue sur le Real Betis Balompié lors de la dernière journée de championnat. Durant la quatrième journée de championnat de la saison 2015/16, il va jouer pour la première fois cette saison avec les rouge et blanc contre le Deportivo de La Coruña dans le stade de Riazor, après la décision de son collègue, Iván Cuéllar, (gardien principal de cette saison), de ne pas jouer, à la suite de problèmes aux genoux.